# Carl von Rosen
Carl Anton Sophus Gottlieb von Rosen (* 9. September 1819 in Segeberg, Holstein; † 7. Dezember 1891 auf Gut Henriksholm bei Vedbæk, Rudersdal Kommune, Dänemark) war ein königlich-dänischer Oberpräsident und Kammerherr.

## Leben
Von Rosen entstammte der 1622 erstmals in Stralsund erwähnten Beamten- und Offiziersfamilie Rose(n) und war der älteste Sohn des königlich dänischen Amtmannes und Kammerherrn Wilhelm von Rosen (1788–1853) und der Sophie Decker (1799–1868). 
Rosen heiratete am 30. Januar 1863 in Flensburg Marianne Elise Nicoline Catharine von Raeder (* 28. Mai 1841 in Kiel; † 30. September 1921 in Frederiksberg bei Kopenhagen), die Tochter des Generalleutnants Johann Philipp Thomas von Raeder. Das Ehepaar hatte sieben Kinder, vier Töchter und drei Söhne. Einer der jüngeren Söhne, Carl Georg Frederik (* 1873; † 1937), ging als Farmer nach Kalifornien. Seine beiden jüngeren Brüder waren der königlich preußische Regierungspräsident Alfred von Rosen (1825–1912) und der königlich dänische Stabsoffizier im Armeeoberkommando Sigismund von Rosen (1827–1864).
Am 21. November 1852 wurde Kammerjunker Rosen als Chef des Sekretariats des Ministeriums für das Herzogtum Holstein zugleich zum Chef des ersten Departements des Ministeriums ernannt.
Später war Rosen von 1854 bis 1864 königlich dänischer Oberpräsident in Flensburg und ab 1853 Kammerherr. Außerdem war er Kommissar für die schleswig-holsteinischen Eisenbahnen und ab 1876 für den Wahlkreis Lyngby Abgeordneter des dänischen Reichstages, was er bis 1890 blieb. Ab 1867 war er Gutsherr auf Henriksholm, wo er 1891 auch starb.